# Campeonato Islandês de Patinação Artística no Gelo
O Campeonato Islandês de Patinação Artística no Gelo é uma competição nacional anual de patinação artística no gelo da Islândia.
A competição determina os campeões nacionais e os representantes da Islândia em competições internacionais como Campeonato Mundial, Campeonato Mundial Júnior, Campeonato Europeu e os Jogos Olímpicos de Inverno.

## Edições
| Ano (Edição) | Cidade sede          | Sênior               | Ref                  |
| Ano (Edição) | Cidade sede          | F                    | Ref                  |
| ------------ | -------------------- | -------------------- | -------------------- |
| 2001         | Reykjavik            | —                    | [ 1 ]                |
| 2002         | Não houve competição | Não houve competição | Não houve competição |
| 2003         | Akureyri             | —                    | [ 2 ]                |
| 2004         | Reykjavik            | –                    | [ 3 ] [ 4 ]          |
| 2005         | Reykjavik            | —                    | [ 5 ]                |
| 2006         |                      | •                    | [ 6 ]                |
| 2007         |                      | –                    | [ 7 ]                |
| 2008         |                      | •                    | [ 8 ]                |
| 2009         |                      | •                    | [ 9 ] [ 10 ]         |
| 2010         | Reykjavik            | —                    | [ 11 ]               |
| 2011         | Reykjavik            | •                    | [ 12 ]               |
| 2012         | Não houve competição | Não houve competição | Não houve competição |
| 2013         |                      | –                    | [ 13 ] [ 14 ]        |
| 2014         |                      | –                    | [ 13 ] [ 15 ]        |
| 2015         |                      | •                    | [ 16 ]               |
| 2016         |                      | •                    | [ 17 ] [ 18 ]        |

## Lista de medalhistas

### Individual feminino
| Evento                    | Ouro                                                                       | Prata                                                                      | Bronze                                                                     |
| 2001                      | ?                                                                          | ?                                                                          | ?                                                                          |
| 2002                      | Não houve competição                                                       | Não houve competição                                                       | Não houve competição                                                       |
| 2003                      | ?                                                                          | ?                                                                          | ?                                                                          |
| 2004                      | Não houve disputa do individual feminino sênior                            | Não houve disputa do individual feminino sênior                            | Não houve disputa do individual feminino sênior                            |
| 2005                      | ?                                                                          | ?                                                                          | ?                                                                          |
| 2006 (detalhes)           | Iris Kara Heidarsdottir                                                    | Asdis Ros Clark                                                            | Hildure Omarsdottir                                                        |
| 2007                      | Não houve disputa do individual feminino sênior                            | Não houve disputa do individual feminino sênior                            | Não houve disputa do individual feminino sênior                            |
| 2008 (detalhes)           | Andrey Freyja Clarke                                                       | Iris Kara Heiõarsdóttir                                                    | Asdis Rós Clark                                                            |
| 2009 (detalhes)           | Audrey Freyja Clarke                                                       | nenhuma outra competidora                                                  | nenhuma outra competidora                                                  |
| 2010                      | ?                                                                          | ?                                                                          | ?                                                                          |
| Reykjavik 2011 (detalhes) | Gudbjorg Guttormsdottir                                                    | nenhuma outra competidora                                                  | nenhuma outra competidora                                                  |
| 2012–2014                 | 2012 não houve competição; Não houve disputa do individual feminino sênior | 2012 não houve competição; Não houve disputa do individual feminino sênior | 2012 não houve competição; Não houve disputa do individual feminino sênior |
| 2015 (detalhes)           | Nadia Margret Jamchi                                                       | nenhuma outra competidora                                                  | nenhuma outra competidora                                                  |
| 2016 (detalhes)           | Julia Gretarsdottir                                                        | nenhuma outra competidora                                                  | nenhuma outra competidora                                                  |